# Serie A1 2001/02
Die Saison 2001/02 war die 68. Spielzeit der Serie A1, der höchsten italienischen Eishockeyspielklasse. Meister wurde zum ersten Mal in der Vereinsgeschichte überhaupt der HC Milano Vipers.

## Modus
In der Hauptrunde absolvierte jede der acht Mannschaften insgesamt 42 Spiele. Die sechs bestplatzierten Mannschaften qualifizierten sich für die Playoffs, in denen der Meister ausgespielt wurde, wobei die beiden Erstplatzierten direkt für das Playoff-Halbfinale qualifiziert waren. Für einen Sieg nach regulärer Spielzeit erhielt jede Mannschaft drei Punkte, bei einem Sieg nach Overtime gab es zwei Punkte, bei einer Niederlage nach Overtime einen Punkt und bei einer Niederlage nach regulärer Spielzeit null Punkte.

## Hauptrunde

### Tabelle
|    | Klub                 | Sp | S  | OTS | OTN | N  | Tore    | Punkte |
| -- | -------------------- | -- | -- | --- | --- | -- | ------- | ------ |
| 1. | Asiago Hockey        | 42 | 27 | 1   | 4   | 10 | 158:93  | 58     |
| 2. | HC Alleghe           | 42 | 21 | 3   | 3   | 15 | 151:138 | 51     |
| 3. | WSV Sterzing Broncos | 42 | 18 | 4   | 2   | 18 | 135:137 | 45     |
| 4. | HC Bozen             | 42 | 19 | 6   | 2   | 16 | 146:118 | 42     |
| 5. | HC Meran             | 42 | 14 | 6   | 6   | 16 | 133:136 | 41     |
| 6. | HC Milano Vipers     | 42 | 16 | 5   | 3   | 18 | 136:127 | 39     |
| 7. | SHC Fassa            | 42 | 15 | 2   | 3   | 22 | 113:142 | 30     |
| 8. | SV Ritten            | 42 | 11 | 1   | 5   | 25 | 126:202 | 27     |

Sp = Spiele, S = Siege, U = Unentschieden, N = Niederlagen

## Playoffs

### Viertelfinale
- HC Bozen – HC Meran 2:0 (2:1, 3:1)
- WSV Sterzing Broncos – HC Milano Vipers 0:2 (0:3, 2:6)

### Halbfinale
- HC Alleghe – HC Bozen 3:2 (3:2, 3:0, 1:4, 1:4, 3:0)
- Asiago Hockey – HC Milano Vipers 1:3 (4:3 n. P., 1:2, 0:3, 2:3 n. P.)

### Finale
- HC Alleghe – HC Milano Vipers 0:4 (1:2, 1:4, 3:5, 1:6)

## Meistermannschaft
Federico Bobba, Jason Muzzatti, Tomi Räisänen – Scott Beattie – Maurizio Bortolussi – Gianluca Canei – Giorgio Comploi – Michael De Angelis – Ryan Duthie – Andrea Galeazzi – Aljaksandr Haltschenjuk – Dino Grossi – Armin Helfer – Jim Hiller – Leo Insam – Patrice Lefebvre – Sasha Meneghetti – Andrea Molteni – Matteo Molteni – Daniel Paur – Alessandro Rotolo – Massimo Stevanoni – Gianluca Tomasello – Wjatscheslaw Uwajew – Federico Zancanella – Stefan Zisser; Trainerstab: Adolf Insam, Massimo Da Rin